# El mozo número 13
El mozo número 13 es una película de Argentina en blanco y negro dirigida por Leopoldo Torres Ríos según su propio guion que se estrenó el 26 de febrero de 1941 y que tuvo como protagonistas a Tito Lusiardo, Héctor Coire, Rosa Catá y Homero Cárpena.

## Sinopsis
Un mozo de café que aprovecha el juego para ayudar al prójimo.

## Reparto
- Tito Lusiardo …Jorge del Prado
- Héctor Coire …Perico
- Rosa Catá … Doña Micaela
- Homero Cárpena …Dr. Jeremías
- Toti Muñoz …Lucila
- Eduardo Sandrini …Dr. Jupé
- Julio Scarcella …Don Eusebio
- Mecha López ...	Amiga de Micaela
- Vicky Astori
- Max Citelli …El curador de zapatos
- Héctor Ferraro
- Humberto de la Rosa … Ladrón
- Mercedes Gisper
- Judith Sulian
- Rodolfo Gago
- Miguel Zamora
- Diana Adhemar

## Comentarios
En su momento Calki opinó que era "un film simpático de eficacia cómica popular" y Roland escribió en su crónica en Crítica:

"Un juguete cómico...En la primera mitad, el asunto resulta fresco y atractivo...luego, el film se resiente de cierta lentitud. Para animarlo se recurre al método demasiado explotado del terror por imaginarios fantasmas, sin que se favorezca la película en su conjunto"